# Liste von Persönlichkeiten der Stadt Lünen
Diese Liste von Persönlichkeiten der Stadt Lünen umfasst die Bürgermeister, Ehrenbürger, Söhne und Töchter der Stadt sowie weitere Persönlichkeiten mit Bezug zur Stadt.

## Bürgermeister
Die Lüner Familie Bielefeldt stellte im 17. und 18. Jahrhundert mehrere Bürgermeister und Ratsherren.

### Bürgermeister

#### Bürgermeister bis 1928
- 1797–1850: Johann Franz Henrich Schultz[1]
- 1851–1874: Alfred Bohlen
- 1875–1892: Robert Tamm
- 1893–1895: Eduard Saarmann
- 1895–1896: Freiherr von Schenk Schweinsberg
- 1896–1928: Ernst Becker (Ehrenbürger der Stadt)

#### Oberbürgermeister
- 1928–1932: Ernst Becker
- 1932–1935: Hermann Schlegtendal
- 1936–1937: Curt Friedrich Heinrich Röding
- 1937–1945: Karl Theodor Loerbroks
- 1945–1945: Josef Rensmann (kommissarisch)
- 1945–1946: Karl Johannes Greve
- 1946–1946: August Baumeister
- 1946–1948: Wilhelm Hüsing, CDU
- 1948–1952: Johann Laubrunn, SPD
- 1952–1955: Hermann Schmälzger, SPD
- 1955–1963: Adolf Stock, SPD
- 1963–1969: Heinrich Czerwinski, SPD
- 1969–1979: Hans-Werner Harzer, SPD

#### Bürgermeister 1979 bis 1999
- 1979–1989: Hans-Werner Harzer, SPD
- 1989–1994: Kurt Denkert, SPD
- 1994–1999: Christina Dörr-Schmidt, SPD

#### Hauptamtliche Bürgermeister ab 1999
- 1999–2015: Hans Wilhelm Stodollick, SPD (1999 und 2004 ohne Unterstützung seiner Partei gewählt)
- 2015−0000: Jürgen Kleine-Frauns, (2020 ohne Unterstützung einer Partei wiedergewählt)

### Stellvertretende Bürgermeister

#### Erster stellvertretender Bürgermeister
- 2009–2015: Michael Haustein (SPD)[2]
- 2015–2016: Rolf Möller (SPD)[3]
- 2016–2020: Siegfried Störmer (SPD)[4]
- 2020–2023: Daniel Wolski (SPD)[5] – derzeit (Februar 2024) in Untersuchungshaft, Vorwurf: sexueller Missbrauch von Minderjährigen
- 2023–0000: Martina Förster-Teutenberg (SPD)[6]

#### Zweiter stellvertretender Bürgermeister
- 2009–2013: Thomas Gössing (CDU)[2]
- 2013–2020: Arno Feller (CDU)[7]
- 2020–0000: Reiner Hohl (Grüne)[5]

### Stadtdirektoren und Oberstadtdirektoren

#### Oberstadtdirektoren
- 1946–1949 Carl Friedrich Butz
- 1949–1960 Adalbert Kaukars
- 1961–1965 Alfred Falkenstein
- 1965–1974 Siegfried Heuser

#### Stadtdirektoren
- 1975–1984 Siegfried Heuser
- 1984–1993 Rudolf Salmen
- 1993–1999 Hans Wilhelm Stodollick

## Ehrenbürger
In Lünen wurde bislang sechsmal die Ehrenbürgerwürde verliehen:
- Gottfried Wortmann (1824–1915), Kaufmann und Kommunalpolitiker
- Paul Schulz-Gahmen (1867–1941), Landwirt und Politiker
- Ernst Becker (1869–1935), Oberbürgermeister
- August Wegmann (1891–1975), Kommunalpolitiker aus Niederaden

Die mit Beschluss der Stadtverordneten vom 2. Mai 1933 an Paul von Hindenburg und Adolf Hitler verliehenen Ehrenbürgerschaften wurden mit einstimmigem Beschluss des Rates der Stadt Lünen am 15. Dezember 2016 aberkannt. (Der Verlust des Ehrenbürgerrechts für Kriegsverbrecher wurde generell gem. Artikel VIII, Ziffer II, Buchstabe I der Direktive 38 des Alliierten Kontrollrates vom 12. Oktober 1946 festgelegt. Damit war die Ehrenbürgerschaft Hitler bereits entzogen.)
Ehrenbürger im vormals selbständigen Altlünen war Paul Böke (1906–1969), Kommunalpolitiker. Eine Straße im früheren Altlünen ist nach ihm benannt.

## In Lünen geborene Persönlichkeiten

### Mittelalter

Orden des Stiftes Keppel, in dem Kunigunde von Lünen im 15. Jahrhundert Äbtissin war

- Kunigunde von Lünen, im 15. Jahrhundert die 12. Äbtissin des Stiftes Keppel
- Diderich von Swansbole (Schwansbell; um 1400), Kölner Kanoniker; stiftete einen Altar für die St.-Marien-Kirche
- Georg Spormecker (≈1495–1562), Theologe und Chronist (Cronica Lunensis civitatis Markanae)
- Hinrich Kock (um 1500), Theologe, Mitstifter eines Armenhauses oder Spitals in Lünen
- Degenhard Witte († 1526), Kurkölnischer Kanzler und Kanoniker
- Johann Püngel (um 1550), Reformator in Lippstadt
- Eberhard Tappe, auch: Everhard Tappius († um 1550), Humanist
- Johann Volsius auch Wolsche genannt (≈1495–1558), Humanist und Rechtsgelehrter
- Jacob Kindtvader (um 1550), Reformator und Humanist in Lippstadt, 1. lutherischer Pfarrer in Lünen
- Johannes II. von Lünen, (Swede) von 1515 bis 1532 Abt der Abtei Brauweiler
- Eberhard Mercator (um 1500), Buchdrucker
- Georg Gerlich (1606–1664), Lüner Chronist

### 18. Jahrhundert
- Diedrich Hermann Bremer (1775–1859), Pfarrer und Chronist
- Caspar Diedrich Wehrenbold (1796–1851), Industrieller, Mitgründer der Gewerkschaft Eisenhütte Westfalia, Teilnehmer an der Schlacht bei Waterloo 1815

### 19. Jahrhundert

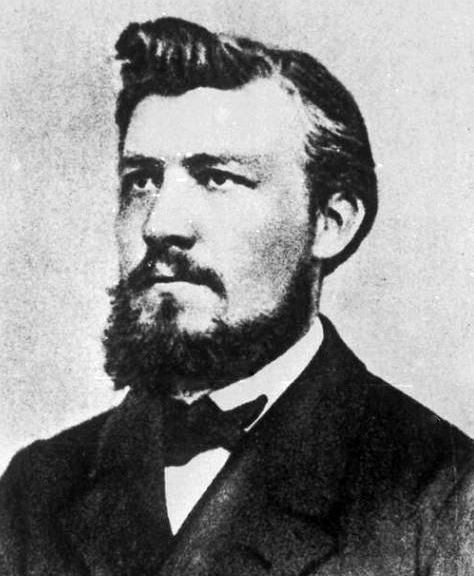
Ludwig von Born (1832–1899) war ein deutscher Unternehmer und Bankier, Mitgründer der Bergrechtlichen Gewerkschaft, aus der die Zeche Unser Fritz, Herne, hervorging.

- Johann Dietrich Wehrenbold (1817–1893), Unternehmer und Mitglied des Provinziallandtages der Provinz Hessen-Nassau
- Ludwig von Born (1832–1899), Unternehmer und Bankier
- Gottfried Berthold (1854–1937), Professor der Botanik, Pflanzenphysiologe
- Johann Diedrich Wortmann (1856–1932), Sanitätsrat, Oberstabsarzt
- Paul Schulz-Gahmen (1867–1941), geboren im Ortsteil Gahmen (jetzt: Osterfeld), Landwirt und Politiker der Zentrumspartei, MdR, Ehrenbürger von Lünen
- Hermann Albertz (1877–1945), SPD-Politiker, MdL Preußen
- Franz Nigge (1879–1968), Pfarrer und Heimatforscher
- Franz Gerwin (1891–1960), Maler; seine Werke entsprachen der nationalsozialistischen Vorstellung von „Deutscher Kunst“
- Heinrich Bußmann (1896–1942), SPD-Politiker, Widerstandskämpfer gegen das NS-Regime
- Albert Kost (1897–1947), Politiker (NSDAP)
- Ernst Waldschmidt (1897–1985), Sanskritist und Indologe, Stifter des Ernst-Waldschmidt-Preises

### 20. Jahrhundert
- Josef Meier (1904–1999), Schauspieler; über 60 Jahre lang Christus-Darsteller der Black-Hills-Passionsspiele (Osterspiel) in Spearfish, South Dakota, USA (Luenen Passion Play)[8] (1939–2008)
- Helmut Flume (1905–1999), Altphilologe
- Hilde Hauck (1905–1988), KPD-Politikerin, Widerstandskämpferin, MdL (ernannt) in NRW
- Friedrich Wilhelm Bautz (1906–1979), evangelischer Theologe und Schriftsteller (geboren in Brambauer)
- Rudolf Heinrich Suttrop (1911–1946), SS-Obersturmführer und Adjutant im KZ Dachau
- Ilse Arndt (1913–2003), Überlebende des Holocaust und Zeitzeugin
- Helmut Georg (1915–1989), Maler und Kriegsberichterstatter
- Karl Fritz Friedrich (1921–1959), Maler und Grafiker
- Theo Kleine (1924–2014), Kanute; Silbermedaillengewinner im Zweier-Kajak bei den Olympischen Spielen 1956 in Melbourne
- Heinz Althöfer (1925–2018), Restaurator und Kunsthistoriker
- Alfons Böcker (1926–1985), Diplomat, Botschafter und Träger des Großen Bundesverdienstkreuzes
- Wilhelm Kuhne (1926–2019), römisch-katholischer Priester (Monsignore) und ehemaliger Rektor der Landvolkshochschule Anton Heinen, Kloster Hardehausen
- Rudolf Schulz (1926–2014), Fußballspieler
- Günter Hedtkamp (1928–2018), Wirtschaftswissenschaftler
- Norbert Beleke (1929–2019), Verleger und Philanthrop, Gründer des Verlages Beleke
- Kurt Denkert (1929–2017), SPD-Politiker, MdL in Nordrhein-Westfalen
- Reinhold Schröder (1932–2024), Bildhauer
- Heinrich Petri (1934–2022), Theologe
- Rolf Tewes (* 1935), SPD-Politiker und ehemaliger Landrat des Kreises Unna
- Horst Henning (1937–1995), SPD-Politiker, MdL in NRW und Oberbürgermeister von Leverkusen
- Timo (Friedhelm) Konietzka (1938–2012), Fußballspieler und -trainer; schoss das erste Bundesligator (für den BVB Dortmund 09)
- Reiner Saul (1938–2024), Bauingenieur
- Rolf Thiemann (* 1938), Fußballspieler
- Norbert Rethmann (* 1939), Unternehmer
- Reiner Pfeiffer (1939–2015), Schlüsselfigur in der Barschel- und Schubladenaffäre
- Dieter Zorc (1939–2007), Fußballspieler, Vater des Fußballspielers Michael Zorc
- Klaus Liedtke (1941–2021), Leicht- und Schwerathlet, mehrfacher deutscher, Europa- und Weltmeister in der Senioren-Altersklasse
- Michael Mendl (* 1944), Schauspieler
- Uwe Langnickel (* 1945), Künstler
- Jens Beutel (1946–2019), SPD-Politiker, Oberbürgermeister von Mainz
- Dieter Wiefelspütz (* 1946), SPD-Politiker und ehemaliges MdB, ehemaliger Vorsitzender des Lüner SV, Fußball
- Eckhart Tolle (* 1948), Bestsellerautor spiritueller Bücher
- Klaus Brakelmann (* 1948), Fußballspieler
- Gerd Niebaum (* 1948), Jurist und ehemaliger Präsident von Borussia Dortmund
- Berndt Röder (* 1948), CDU-Politiker, ehemaliger Präsident der Hamburgischen Bürgerschaft
- Beate Salje (* 1948), Vorderasiatische Archäologin
- Michael Meier (* 1949), ehemaliger Manager bei Borussia Dortmund und beim 1. FC Köln
- Karl-Heinz Granitza (* 1951), Fußballspieler
- Pit Budde (* 1952), Musiker und Autor
- Christiane Erlemann (* 1953), Stadtplanerin und Pionierin der zweiten Welle der Frauenbewegung
- Alexander Goebel (* 1953), Schauspieler und Theaterregisseur
- Ewald Groth (* 1953), Grünen-Politiker, MdL NRW
- Hans Biermann (* 1954), Mediziner und Verleger
- Hans-Günter Klein (* 1954), Ringer
- Monika Rapp (* 1954), Fotografiekünstlerin
- Helmut Löhr (1955–2011), Konzeptkünstler, Vertreter der Visuellen Poesie
- Rüdiger Sagel (* 1955), NRW-Abgeordneter der Grünen und 1. Abgeordneter der LINKE
- Hubert Hüppe (* 1956), CDU-Politiker, MdB
- Klaus Nigge (* 1956), Tierfotograf
- Christian Gloria (* 1957), Jurist und Unternehmer
- Hans-Joachim Schäfers (* 1957), Chirurg und Hochschullehrer
- Thomas Koch (* 1958), Drehbuchautor
- Christian Granderath (* 1959), Redakteur, Film- und Fernsehproduzent, NDR-Fernsehfilmchef
- Martin Hoffmann (* 1960), Geschäftsführer von Petersburger Dialog und Deutsch-Russischem Forum
- Michael Losse (1960–2023), Historiker, Autor, Burgen- und Festungsforscher
- Erhard Scherfer (* 1960), Fernsehmoderator und Redakteur
- Andreas Thiel (* 1960), Handballtorwart
- Uwe Volkmann (* 1960), Rechtswissenschaftler
- Michael Basse (* 1961), Kirchenhistoriker
- Rainer Schmeltzer (* 1961), SPD-Politiker, MdL, 1. Vizepräsident des Landtags von NRW, ehemaliger NRW-Arbeitsminister
- Max Raabe (* 1962), Sänger und Leiter des Palast-Orchesters Berlin, Kulturpreisträger der Stadt Lünen
- Wolfgang Wendland (* 1962), Sänger der Punkband Die Kassierer, Politiker der Pogo-Partei
- Jutta Dresken-Weiland (* 1963), christliche Archäologin
- Maria Flachsbarth (* 1963), CDU-Politikerin, ehemaliges MdB
- Sigrid Grajek (* 1963), Schauspielerin und Kabarettistin
- Matthias Laarmann (* 1964), römisch-katholischer Theologe, Philosophiehistoriker und Altphilologe
- Karen Baumeister (* 1965), Volleyballspielerin
- Heide Rezepa-Zabel (* 1965), Kunsthistorikerin
- Dirk Büscher (* 1967), Kommunalpolitiker (CDU)
- Katrin Petersmann (* 1967), Ruderin
- Kirsten Uttendorf (* 1969), Theater- und Opernregisseurin, Operndirektorin
- Andreas Boettcher (* 1971), Volleyballspieler, u. a. beim Lüner SV und ASV Dachau
- Michael Kupczyk (* 1971), Filmregisseur, Kameramann und Schauspieler
- Björn Höcke (* 1972), AfD-Politiker, MdL in Thüringen
- Sandra Lück (* 1974), Tierrechtsaktivistin und Politikerin (Tierschutzpartei)
- Nicole Safft (* 1975), Sängerin, Künstlername Rollergirl
- Martin Juhls (* 1977), Musiker, DJ und Labeltreiber
- Volkan Baran (* 1978), SPD-Politiker
- Kirstin Hesse (* 1980), Schauspielerin und Synchronsprecherin
- Markus Brzenska (* 1984), Fußballspieler, u. a. bei Viktoria Köln und Borussia Dortmund
- Vincent-Louis Stenzel (* 1996), Fußballspieler
- Sandro Plechaty (* 1997), Fußballspieler
- Julia Ritter (* 1998), Leichtathletin

## Bekannte Einwohner und mit Lünen verbundene Persönlichkeiten
- Günter Boas (1920–1993), Jazz- und Bluesmusiker
- Elisabeth Bormann (1912–1991), Diakonisse in Lünen-Brambauer
- Johann Wilhelm von Born (1786–1833), Kaufmann und Unternehmer, Mitgründer der Gewerkschaft Eisenhütte Westfalia
- Glenn Busby, australischer Tennisspieler, mehrfacher Seniorenweltmeister (bei der TG Gahmen)
- Marie Christ (1825–1908), Kindergärtnerin
- Mirijam Contzen (* 1976), deutsch-japanische Soloviolinistin
- Heinz Cymontkowski (* 1954), Maler und Objektkünstler
- Marion Dietrich (1954–2019), Kraftsportlerin
- Udo Fiebig (1935–2022), evgl. Theologe und SPD-Politiker
- Dieter God (* 1956), stellvertr. Vorsitzender der Statt Partei
- Carl Haarmann (1865–1950), Industriemanager
- Jule Hake (* 1999), Kanutin beim KSC Lünen, U-23-Weltmeisterin, Olympiateilnehmerin in Tokio 2021
- Barbara Höpping (* 1946), Journalistin
- Hilmar Hoffmann (1925–2018), Kulturpolitiker
- Andrzej Irzykowski (* 1951), Maler und Bildhauer
- Johann Wilhelm Kuithan (1760–1831), Schulreformer, Rektor an der Lateinschule in Lünen von 1790 bis 1799
- Wolfram Kuschke (* 1950), SPD-Politiker, ehemaliger NRW-Landesminister, MdL in NRW
- Egon Lampersbach (1917–1982), Unternehmer und CDU-Politiker
- Josef Lappe (1879–1944), Kommunalpolitiker, Studienrat, Historiker
- Franz Leonardo Lauter, Künstler und Sternekoch im ehemaligen Restaurant am Schloss Schwansbell[9]
- Wilhelm Löbbe (1890–1950), Konstrukteur auf der Gewerkschaft Eisenhütte Westfalia und Erfinder des „Löbbe-Hobels“
- Sabine Ludwigs (* 1964), deutsche Schriftstellerin für Belletristik
- Christian Lüdke (* 1961), Psychotherapeut, Trauma-Experte
- Rudolph Nagell († 1700), Lehrer, Küster und Kirchenmusiker
- Hermann Nüdling (1932–2021), Graphiker, Zeichner und Autor
- Gerta Overbeck (1898–1977), Malerin
- Justus Pabst (1875–1958), Heimatforscher, Korrespondent und Fotograf
- Alfons Perlick (1895–1978), Pädagoge und Heimatkundler
- Rolf-Dietrich Ratzmann (1944–1992), Maler und Kunsterzieher
- Hubert Reichert, Generalmusikdirektor, Dirigent des Westfälischen Symphonieorchesters
- Auguste Schnakenbrock (1889–1945), Lehrerin und Kommunalpolitikerin, im KZ Ravensbrück gestorben
- Johann Gerhard Schomerus (1906–1985), Pfarrer von 1954 bis 1961 in Brambauer
- Dieter Simon (1937–1988), Maler, Zeichner und Graphiker
- Max Simon (1899–1961), Generalleutnant der Waffen-SS, in Lünen gestorben
- Klaus Stallmann (1945–2024), Politiker, CDU
- Philip Stegers (* 1973), Sänger und Produzent, Künstlername Lee Buddah
- Michael Steinbrecher (* 1965), Journalist und Autor
- Emil Stränger (1876–?), Stadtbaurat in Lünen
- Anselm Treese (1930–2004), Bildhauer
- Grit van Jüten (* 1944), Sopranistin
- Clara Vogedes (1892–1983), Malerin
- Werner Warsinsky (1910–1992), Schriftsteller
- Michael Wech (* 1969), Regisseur und Filmemacher
- Bernhard Weiß (* 1964), Sänger der Hard-Rock-Band Axxis, Kulturpreisträger der Stadt Lünen. Er komponierte gemeinsam mit der Heinrich-Bußmann-Schule 2016 zum 675. Geburtstag der Stadt Lünen das Lied: Lünen, eine tolle Stadt
- Urban von Wieck (1803–1880), Pfarrer an St. Marien, Gründer des St.-Marien-Hospitals, Dr. h. c. der Kath.-Theol. Fakultät, Münster
- Wolfram Wuttke (1961–2015), Fußballspieler

nebst o. g. Oberbürgermeistern, Bürgermeistern und Stadtdirektoren sowie ehemaligen Fußballspielern des Lüner SV, BV Brambauer und VfB Lünen-Süd.